# 東京都中学校一覧
| 総数                           | 805校            |
| 国立                           | 8校              |
| 公立                           | 613校            |
| 私立                           | 184校            |
| 教育委員会所在地               | 〒163-8001       |
| 東京都新宿区西新宿二丁目8番1号 |                  |
| 公式サイト                     | 東京都教育委員会 |

東京都中学校一覧（とうきょうとちゅうがっこういちらん）は、現存する東京都の中学校、中等教育学校（前期課程）および義務教育学校（後期課程）の一覧。廃校した中学校については、東京都中学校の廃校一覧を参照。

## 国立中学校・国立中等教育学校
- 東京大学教育学部附属中等教育学校
- 東京学芸大学附属世田谷中学校
- 東京学芸大学附属小金井中学校
- 東京学芸大学附属竹早中学校
- 東京学芸大学附属国際中等教育学校
- お茶の水女子大学附属中学校
- 筑波大学附属中学校
- 筑波大学附属駒場中学校

## 公立中学校・公立中等教育学校・公立義務教育学校

### 千代田区
- 千代田区立麹町中学校
- 千代田区立九段中等教育学校
- 千代田区立神田一橋中学校

### 中央区
- 中央区立日本橋中学校
- 中央区立銀座中学校
- 中央区立佃中学校
- 中央区立晴海中学校

### 港区
- 港区立御成門中学校
- 港区立白金の丘学園
  - 小中一貫教育校
- 港区立高松中学校
- 港区立港南中学校
- 港区立高陵中学校
- 港区立赤坂中学校
- 港区立青山中学校
- 港区立お台場学園
  - 小中一貫教育校
- 港区立六本木中学校
- 港区立三田中学校

### 新宿区
- 新宿区立牛込第一中学校
- 新宿区立牛込第二中学校
- 新宿区立牛込第三中学校
- 新宿区立落合中学校
- 新宿区立落合第二中学校
- 新宿区立新宿中学校
- 新宿区立西新宿中学校
- 新宿区立新宿西戸山中学校
- 新宿区立西早稲田中学校
- 新宿区立四谷中学校

### 文京区

#### 都立
- 東京都立小石川中等教育学校

#### 区立
- 文京区立第一中学校
- 文京区立第三中学校
- 文京区立第六中学校
- 文京区立第八中学校
- 文京区立第九中学校
- 文京区立第十中学校
- 文京区立音羽中学校
- 文京区立文林中学校
- 文京区立本郷台中学校
- 文京区立茗台中学校

### 台東区

#### 都立
- 東京都立白鷗高等学校附属中学校

#### 区立
- 台東区立上野中学校
- 台東区立忍岡中学校
- 台東区立駒形中学校
- 台東区立浅草中学校
- 台東区立御徒町台東中学校
- 台東区立柏葉中学校
- 台東区立桜橋中学校

### 墨田区

#### 都立
- 東京都立両国高等学校附属中学校

#### 区立
- 墨田区立墨田中学校
- 墨田区立本所中学校
- 墨田区立両国中学校
- 墨田区立竪川中学校
- 墨田区立錦糸中学校
- 墨田区立吾嬬立花中学校
- 墨田区立吾嬬第二中学校
- 墨田区立寺島中学校
- 墨田区立文花中学校
  - 墨田区立文花中学校夜間学級
- 墨田区立桜堤中学校（wikidata）

### 江東区
- 江東区立深川第一中学校
- 江東区立深川第二中学校
- 江東区立深川第三中学校
- 江東区立深川第四中学校
- 江東区立深川第五中学校
- 江東区立深川第六中学校
- 江東区立深川第七中学校
- 江東区立深川第八中学校
- 江東区立亀戸中学校
- 江東区立第二亀戸中学校
- 江東区立第三亀戸中学校
- 江東区立大島中学校
- 江東区立第二大島中学校
- 江東区立砂町中学校
- 江東区立第二砂町中学校
- 江東区立第三砂町中学校
- 江東区立第四砂町中学校
- 江東区立辰巳中学校
- 江東区立南砂中学校
- 江東区立第二南砂中学校
- 江東区立東陽中学校
- 江東区立大島西中学校
- 江東区立有明中学校
- 江東区立有明西学園（義務教育学校）

### 品川区
- 品川区立東海中学校
- 品川区立大崎中学校
- 品川区立浜川中学校
- 品川区立鈴ヶ森中学校
- 品川区立冨士見台中学校
- 品川区立荏原第一中学校
- 品川区立荏原第五中学校
- 品川区立荏原第六中学校
- 品川区立戸越台中学校
- 品川区立日野学園（義務教育学校）
- 品川区立伊藤学園（義務教育学校）
- 品川区立八潮学園（義務教育学校）
- 品川区立荏原平塚学園（義務教育学校）
- 品川区立品川学園（義務教育学校）
- 品川区立豊葉の杜学園（義務教育学校）

### 目黒区

#### 都立
- 東京都立桜修館中等教育学校

#### 区立
- 目黒区立第一中学校
- 目黒区立第七中学校
- 目黒区立第九中学校
- 目黒区立第十中学校
- 目黒区立目黒西中学校
- 目黒区立目黒中央中学校
- 目黒区立東山中学校
- 目黒区立大鳥中学校

### 大田区
- 大田区立大森第一中学校
- 大田区立大森第二中学校
- 大田区立大森第三中学校
- 大田区立大森第四中学校
- 大田区立大森第六中学校
- 大田区立大森第七中学校
- 大田区立大森第八中学校
- 大田区立大森第十中学校
- 大田区立馬込中学校
- 大田区立馬込東中学校
- 大田区立貝塚中学校
- 大田区立東調布中学校
- 大田区立田園調布中学校
- 大田区立雪谷中学校
- 大田区立石川台中学校
- 大田区立羽田中学校
- 大田区立糀谷中学校
  - 大田区立糀谷中学校夜間学級
- 大田区立出雲中学校
- 大田区立六郷中学校
- 大田区立志茂田中学校
- 大田区立南六郷中学校
- 大田区立矢口中学校
- 大田区立御園中学校
- 大田区立蓮沼中学校
- 大田区立安方中学校
- 大田区立東蒲中学校
- 大田区立蒲田中学校
- 大田区立大森東中学校

### 世田谷区
- 世田谷区立世田谷中学校
- 世田谷区立太子堂中学校
- 世田谷区立桜丘中学校
- 世田谷区立松沢中学校
- 世田谷区立駒沢中学校
- 世田谷区立北沢中学校
- 世田谷区立緑丘中学校
- 世田谷区立駒留中学校
- 世田谷区立梅丘中学校
- 世田谷区立桜木中学校
- 世田谷区立富士中学校
- 世田谷区立弦巻中学校
- 世田谷区立奥沢中学校
- 世田谷区立八幡中学校
- 世田谷区立玉川中学校
- 世田谷区立瀬田中学校
- 世田谷区立深沢中学校
- 世田谷区立尾山台中学校
- 世田谷区立用賀中学校
- 世田谷区立東深沢中学校
- 世田谷区立砧中学校
- 世田谷区立烏山中学校
- 世田谷区立千歳中学校
- 世田谷区立芦花中学校
- 世田谷区立船橋希望中学校
- 世田谷区立上祖師谷中学校
- 世田谷区立砧南中学校
- 世田谷区立喜多見中学校
- 世田谷区立三宿中学校
  - 世田谷区立三宿中学校夜間学級

### 渋谷区
- 渋谷区立広尾中学校
- 渋谷区立鉢山中学校
- 渋谷区立上原中学校
- 渋谷区立代々木中学校
- 渋谷区立笹塚中学校
- 渋谷区立松濤中学校
- 渋谷区立渋谷本町学園
  - 小中一貫教育校
- 渋谷区立原宿外苑中学校

### 中野区

#### 都立
- 東京都立富士高等学校附属中学校

#### 区立
- 中野区立南中野中学校
- 中野区立第二中学校
- 中野区立中野東中学校
- 中野区立明和中学校
- 中野区立第五中学校
- 中野区立緑野中学校
- 中野区立第七中学校
- 中野区立中野中学校
- 中野区立北中野中学校

### 杉並区
- 杉並区立高円寺中学校
- 杉並区立高南中学校
- 杉並区立杉森中学校
- 杉並区立阿佐ヶ谷中学校
- 杉並区立東田中学校
- 杉並区立松溪中学校
- 杉並区立天沼中学校
- 杉並区立東原中学校
- 杉並区立中瀬中学校
- 杉並区立井荻中学校
- 杉並区立荻窪中学校
- 杉並区立神明中学校
- 杉並区立宮前中学校
- 杉並区立富士見丘中学校
- 杉並区立高井戸中学校
- 杉並区立向陽中学校
- 杉並区立松ノ木中学校
- 杉並区立大宮中学校
- 杉並区立泉南中学校
- 杉並区立和田中学校
- 杉並区立杉並和泉学園
※小中併設
- 杉並区立西宮中学校

### 豊島区
- 豊島区立駒込中学校
- 豊島区立西巣鴨中学校
- 豊島区立池袋中学校
- 豊島区立千川中学校
- 豊島区立千登世橋中学校
- 豊島区立巣鴨北中学校
- 豊島区立明豊中学校
- 豊島区立西池袋中学校

### 北区
- 北区立桐ヶ丘中学校
- 北区立王子桜中学校
- 北区立赤羽岩淵中学校
- 北区立神谷中学校
- 北区立稲付中学校
- 北区立堀船中学校
- 北区立浮間中学校
- 北区立飛鳥中学校
- 北区立田端中学校
- 北区立滝野川紅葉中学校
- 北区立明桜中学校
- 北区立十条富士見中学校

### 荒川区
- 荒川区立第一中学校
- 荒川区立第三中学校
- 荒川区立第四中学校
- 荒川区立第五中学校
- 荒川区立第七中学校
- 荒川区立第九中学校
  - 荒川区立第九中学校夜間学級
- 荒川区立尾久八幡中学校
- 荒川区立南千住第二中学校
- 荒川区立原中学校
- 荒川区立諏訪台中学校

### 板橋区
- 板橋区立板橋第一中学校
- 板橋区立板橋第二中学校
- 板橋区立板橋第三中学校
- 板橋区立板橋第五中学校
- 板橋区立加賀中学校
- 板橋区立志村第一中学校
- 板橋区立志村第二中学校
- 板橋区立志村第三中学校
- 板橋区立志村第四中学校
- 板橋区立志村第五中学校
- 板橋区立西台中学校
- 板橋区立中台中学校
- 板橋区立上板橋第一中学校
- 板橋区立上板橋第二中学校
- 板橋区立上板橋第三中学校
- 板橋区立桜川中学校
- 板橋区立赤塚第一中学校
- 板橋区立赤塚第二中学校
- 板橋区立赤塚第三中学校
- 板橋区立高島第一中学校
- 板橋区立高島第二中学校
- 板橋区立高島第三中学校

### 練馬区

#### 都立
- 東京都立大泉高等学校附属中学校

#### 区立
- 練馬区立旭丘中学校
- 練馬区立豊玉中学校
- 練馬区立豊玉第二中学校
- 練馬区立中村中学校
- 練馬区立開進第一中学校
- 練馬区立開進第二中学校
- 練馬区立開進第三中学校
- 練馬区立開進第四中学校
- 練馬区立北町中学校
- 練馬区立練馬中学校
- 練馬区立貫井中学校
- 練馬区立田柄中学校
- 練馬区立豊渓中学校
- 練馬区立石神井中学校
- 練馬区立石神井南中学校
- 練馬区立石神井東中学校
- 練馬区立石神井西中学校
- 練馬区立上石神井中学校
- 練馬区立大泉中学校
- 練馬区立大泉学園中学校
- 練馬区立大泉第二中学校
- 練馬区立八坂中学校
- 練馬区立練馬東中学校
- 練馬区立大泉西中学校
- 練馬区立関中学校
- 練馬区立谷原中学校
- 練馬区立三原台中学校
- 練馬区立大泉北中学校
- 練馬区立南が丘中学校
- 練馬区立大泉学園桜中学校
- 練馬区立光が丘第一中学校
- 練馬区立光が丘第二中学校
- 練馬区立光が丘第三中学校

### 足立区
- 足立区立第一中学校
- 足立区立第四中学校
  - 足立区立第四中学校夜間学級
- 足立区立第五中学校
- 足立区立第六中学校
- 足立区立第七中学校
- 足立区立第九中学校
- 足立区立第十中学校
- 足立区立第十一中学校
- 足立区立第十二中学校
- 足立区立第十三中学校
- 足立区立第十四中学校
- 足立区立江南中学校
- 足立区立新田中学校
- 足立区立江北桜中学校
- 足立区立鹿浜菜の花中学校
- 足立区立東島根中学校
- 足立区立渕江中学校
- 足立区立竹の塚中学校
- 足立区立東綾瀬中学校
- 足立区立花畑中学校
- 足立区立蒲原中学校
- 足立区立青井中学校
- 足立区立西新井中学校
- 足立区立入谷中学校
- 足立区立伊興中学校
- 足立区立花畑北中学校
- 足立区立谷中中学校
- 足立区立花保中学校
- 足立区立栗島中学校
- 足立区立扇中学校
- 足立区立加賀中学校
- 足立区立入谷南中学校
- 足立区立六月中学校
- 足立区立千寿青葉中学校
- 足立区立千寿桜堤中学校

### 葛飾区
- 葛飾区立青戸中学校
- 葛飾区立青葉中学校
- 葛飾区立綾瀬中学校
- 葛飾区立一之台中学校
- 葛飾区立奥戸中学校
- 葛飾区立葛美中学校
- 葛飾区立金町中学校
- 葛飾区立上平井中学校
- 葛飾区立亀有中学校
- 葛飾区立小松中学校
- 葛飾区立桜道中学校
- 葛飾区立新小岩中学校
- 葛飾区立大道中学校
- 葛飾区立高砂中学校
- 葛飾区立立石中学校
- 葛飾区立常盤中学校
- 葛飾区立中川中学校
- 葛飾区立新宿中学校
- 葛飾区立東金町中学校
- 葛飾区立双葉中学校
  - 葛飾区立双葉中学校夜間学級
- 葛飾区立堀切中学校
- 葛飾区立本田中学校
- 葛飾区立水元中学校
- 葛飾区立四ツ木中学校

### 江戸川区
- 江戸川区立小松川中学校
- 江戸川区立小松川第二中学校
- 江戸川区立松江第一中学校
- 江戸川区立松江第二中学校
- 江戸川区立松江第三中学校
- 江戸川区立松江第四中学校
- 江戸川区立松江第五中学校
- 江戸川区立松江第六中学校
- 江戸川区立葛西中学校
- 江戸川区立葛西第二中学校
- 江戸川区立葛西第三中学校
- 江戸川区立瑞江中学校
- 江戸川区立瑞江第二中学校
- 江戸川区立瑞江第三中学校
- 江戸川区立篠崎中学校
- 江戸川区立篠崎第二中学校
- 江戸川区立小岩第一中学校
- 江戸川区立小岩第二中学校
- 江戸川区立小岩第三中学校
- 江戸川区立小岩第四中学校
- 江戸川区立小岩第五中学校
- 江戸川区立上一色中学校
- 江戸川区立鹿本中学校
- 江戸川区立春江中学校
- 江戸川区立二之江中学校
- 江戸川区立鹿骨中学校
- 江戸川区立南葛西中学校
- 江戸川区立南葛西第二中学校
- 江戸川区立西葛西中学校
- 江戸川区立東葛西中学校
- 江戸川区立清新第一中学校
- 江戸川区立清新第二中学校

### 八王子市

#### 都立
- 東京都立南多摩中等教育学校

#### 市立
- 八王子市立第一中学校
- 八王子市立第二中学校
- 八王子市立第三中学校
- 八王子市立第四中学校
- 八王子市立第五中学校
  - 八王子市立第五中学校夜間学級
- 八王子市立第六中学校
- 八王子市立第七中学校
- 八王子市立ひよどり山中学校
- 八王子市立甲ノ原中学校
- 八王子市立石川中学校
- 八王子市立横山中学校
- 八王子市立長房中学校
- 八王子市立館小中学校
（小中一貫校）
- 八王子市立椚田中学校
- 八王子市立元八王子中学校
- 八王子市立四谷中学校
- 八王子市立横川中学校
- 八王子市立城山中学校
- 八王子市立恩方中学校
- 八王子市立川口中学校
- 八王子市立楢原中学校
- 八王子市立加住中学校
- 八王子市立由井中学校
- 八王子市立打越中学校
- 八王子市立みなみ野中学校
- 八王子市立七国中学校
- 八王子市立浅川中学校
- 八王子市立陵南中学校
- 八王子市立由木中学校
- 八王子市立松が谷中学校
- 八王子市立中山中学校
- 八王子市立南大沢中学校
- 八王子市立宮上中学校
- 八王子市立別所中学校
- 八王子市立上柚木中学校
- 八王子市立松木中学校
- 八王子市立鑓水中学校
- 八王子市立高尾山学園

### 立川市

#### 都立
- 東京都立立川国際中等教育学校

#### 市立
- 立川市立立川第一中学校
- 立川市立立川第二中学校
- 立川市立立川第三中学校
- 立川市立立川第四中学校
- 立川市立立川第五中学校
- 立川市立立川第六中学校
- 立川市立立川第七中学校
- 立川市立立川第八中学校
- 立川市立立川第九中学校

### 武蔵野市

#### 都立
- 東京都立武蔵高等学校附属中学校

#### 市立
- 武蔵野市立第一中学校
- 武蔵野市立第二中学校
- 武蔵野市立第三中学校
- 武蔵野市立第四中学校
- 武蔵野市立第五中学校
- 武蔵野市立第六中学校

### 三鷹市

#### 都立
- 東京都立三鷹中等教育学校

#### 市立
- 三鷹市立第一中学校
- 三鷹市立第二中学校
- 三鷹市立第三中学校
- 三鷹市立第四中学校
- 三鷹市立第五中学校
- 三鷹市立第六中学校
- 三鷹市立第七中学校

### 青梅市
- 青梅市立第一中学校
- 青梅市立第二中学校
- 青梅市立第三中学校
- 青梅市立西中学校
- 青梅市立第六中学校
- 青梅市立第七中学校
- 青梅市立霞台中学校
- 青梅市立吹上中学校
- 青梅市立新町中学校
- 青梅市立泉中学校
- 青梅市立東中学校

### 府中市
- 府中市立府中第一中学校
- 府中市立府中第二中学校
- 府中市立府中第三中学校
- 府中市立府中第四中学校
- 府中市立府中第五中学校
- 府中市立府中第六中学校
- 府中市立府中第七中学校
- 府中市立府中第八中学校
- 府中市立府中第九中学校
- 府中市立府中第十中学校
- 府中市立浅間中学校

### 昭島市
- 昭島市立昭和中学校
- 昭島市立清泉中学校
- 昭島市立拝島中学校
- 昭島市立多摩辺中学校
- 昭島市立福島中学校
- 昭島市立瑞雲中学校

### 調布市
- 調布市立調布中学校
- 調布市立神代中学校
- 調布市立第三中学校
- 調布市立第四中学校
- 調布市立第五中学校
- 調布市立第六中学校
- 調布市立第七中学校
- 調布市立第八中学校

### 町田市
- 町田市立町田第一中学校
- 町田市立町田第二中学校
- 町田市立町田第三中学校
- 町田市立南中学校
- 町田市立薬師中学校
- 町田市立鶴川中学校
- 町田市立忠生中学校
- 町田市立堺中学校
- 町田市立鶴川第二中学校
- 町田市立南大谷中学校
- 町田市立つくし野中学校
- 町田市立成瀬台中学校
- 町田市立山崎中学校
- 町田市立真光寺中学校
- 町田市立南成瀬中学校
- 町田市立武蔵岡中学校
- 町田市立木曽中学校
- 町田市立小山田中学校
- 町田市立金井中学校
- 町田市立小山中学校

### 小金井市
- 小金井市立小金井第一中学校
- 小金井市立小金井第二中学校
- 小金井市立東中学校
- 小金井市立緑中学校
- 小金井市立南中学校

### 小平市
- 小平市立小平第一中学校
- 小平市立小平第二中学校
- 小平市立小平第三中学校
- 小平市立小平第四中学校
- 小平市立小平第五中学校
- 小平市立小平第六中学校
- 小平市立上水中学校
- 小平市立花小金井南中学校

### 日野市
- 日野市立日野第一中学校
- 日野市立日野第二中学校
- 日野市立日野第三中学校
- 日野市立日野第四中学校
- 日野市立七生中学校
- 日野市立三沢中学校
- 日野市立大坂上中学校
- 日野市立平山中学校

### 東村山市
- 東村山市立東村山第一中学校
- 東村山市立東村山第二中学校
- 東村山市立東村山第三中学校
- 東村山市立東村山第三中学校萩山分校
- 東村山市立東村山第四中学校
- 東村山市立東村山第五中学校
- 東村山市立東村山第六中学校
- 東村山市立東村山第七中学校

### 国分寺市
- 国分寺市立第一中学校
- 国分寺市立第二中学校
- 国分寺市立第三中学校
- 国分寺市立第四中学校
- 国分寺市立第五中学校

### 国立市
- 国立市立国立第一中学校
- 国立市立国立第二中学校
- 国立市立国立第三中学校

### 福生市
- 福生市立福生第一中学校
- 福生市立福生第二中学校
- 福生市立福生第三中学校

### 狛江市
- 狛江市立狛江第一中学校
- 狛江市立狛江第二中学校
- 狛江市立狛江第三中学校
- 狛江市立狛江第四中学校

### 東大和市
- 東大和市立第一中学校
- 東大和市立第二中学校
- 東大和市立第三中学校
- 東大和市立第四中学校
- 東大和市立第五中学校

### 清瀬市
- 清瀬市立清瀬中学校
- 清瀬市立清瀬第二中学校
- 清瀬市立清瀬第三中学校
- 清瀬市立清瀬第四中学校
- 清瀬市立清瀬第五中学校

### 東久留米市
- 東久留米市立久留米中学校
- 東久留米市立東中学校
- 東久留米市立西中学校
- 東久留米市立南中学校
- 東久留米市立大門中学校
- 東久留米市立下里中学校
- 東久留米市立中央中学校

### 武蔵村山市
- 武蔵村山市立第一中学校
- 武蔵村山市立第二中学校
- 武蔵村山市立第三中学校
- 武蔵村山市立第四中学校
- 武蔵村山市立第五中学校

### 多摩市
- 多摩市立落合中学校
- 多摩市立諏訪中学校
- 多摩市立青陵中学校
- 多摩市立多摩中学校
- 多摩市立多摩永山中学校
- 多摩市立鶴牧中学校
- 多摩市立東愛宕中学校
- 多摩市立聖ヶ丘中学校
- 多摩市立和田中学校

### 稲城市
- 稲城市立稲城第一中学校
- 稲城市立稲城第二中学校
- 稲城市立稲城第三中学校
- 稲城市立稲城第四中学校
- 稲城市立稲城第五中学校
- 稲城市立稲城第六中学校

### 羽村市
- 羽村市立羽村第一中学校
- 羽村市立羽村第二中学校
- 羽村市立羽村第三中学校

### あきる野市
- あきる野市立秋多中学校
- あきる野市立東中学校
- あきる野市立西中学校
- あきる野市立御堂中学校
- あきる野市立増戸中学校
- あきる野市立五日市中学校

### 西東京市
- 西東京市立田無第一中学校
- 西東京市立田無第二中学校
- 西東京市立田無第三中学校
- 西東京市立田無第四中学校
- 西東京市立保谷中学校
- 西東京市立ひばりが丘中学校
- 西東京市立青嵐中学校
- 西東京市立柳沢中学校
- 西東京市立明保中学校

### 西多摩郡
瑞穂町
- 瑞穂町立瑞穂中学校
- 瑞穂町立瑞穂第二中学校

日の出町
- 日の出町立大久野中学校
- 日の出町立平井中学校

檜原村
- 檜原村立檜原中学校

奥多摩町
- 奥多摩町立奥多摩中学校

### 島嶼部
大島町
- 大島町立第一中学校
- 大島町立第二中学校
- 大島町立第三中学校

利島村
- 利島村立利島中学校

新島村
- 新島村立新島中学校
- 新島村立式根島中学校

神津島村
- 神津島村立神津中学校

三宅村
- 三宅村立三宅中学校

御蔵島村
- 御蔵島村立御蔵島中学校

八丈町
- 八丈町立三原中学校
- 八丈町立大賀郷中学校
- 八丈町立富士中学校

青ヶ島村
- 青ヶ島村立青ヶ島中学校

小笠原村
- 小笠原村立小笠原中学校
- 小笠原村立母島中学校

## 私立中学校

### 千代田区
- 暁星中学校
- 大妻中学校
- 神田女学園中学校
- 共立女子中学校
- 麹町学園女子中学校
- 女子学院中学校
- 白百合学園中学校
- 千代田中学校
- 東京家政学院中学校
- 雙葉中学校
- 三輪田学園中学校
- 和洋九段女子中学校

### 中央区
- 開智日本橋学園中学校

### 港区
- 麻布中学校
- 慶應義塾中等部
- 東海大学付属高輪台高等学校中等部
- 高輪中学校
- 広尾学園中学校
- 山脇学園中学校
- 芝中学校
- 芝国際中学校
- 東洋英和女学院中学部
- 頌栄女子学院中学校
- 聖心女子学院中等科
- 普連土学園中学校

### 新宿区
- 海城中学校
- 学習院女子中等科
- 成城中学校
- 成女学園中学校
- 目白研心中学校
- 早稲田中学校

### 文京区
- 跡見学園中学校
- 郁文館中学校
- 桜蔭中学校
- 京華中学校
- 京華女子中学校
- 駒込中学校
- 小石川淑徳学園中学校
- 貞静学園中学校
- 東邦音楽大学附属東邦中学校
- 東洋大学京北中学校
- 獨協中学校
- 日本大学豊山中学校
- 文京学院大学女子中学校
- 広尾学園小石川中学校

### 台東区
- 上野学園中学校

### 墨田区
- 日本大学第一中学校
- 安田学園中学校

### 江東区
- かえつ有明中学校
- 芝浦工業大学附属中学校
- 中村中学校

### 品川区
- 品川翔英中学校
- 攻玉社中学校
- 品川女子学院中等部
- 青稜中学校
- 文教大学付属中学校
- 香蘭女学校中等科

### 目黒区
- 多摩大学目黒中学校
- トキワ松学園中学校
- 日本工業大学駒場中学校
- 目黒日本大学中学校
- 目黒学院中学校
- 八雲学園中学校

### 大田区
- 清明学園中学校
- 立正大学付属立正中学校

### 世田谷区
- 鷗友学園女子中学校
- 国本女子中学校
- 恵泉女学園中学校
- 佼成学園女子中学校
- 国士舘中学校
- 駒場東邦中学校
- 松蔭大学附属松蔭中学校
- 昭和女子大学附属昭和中学校
- 成城学園中学校
- 世田谷学園中学校
- 聖ドミニコ学園中学校
- 東京農業大学第一高等学校中等部
- 玉川聖学院中等部
- 田園調布学園中等部
- 田園調布雙葉中学校
- 東京都市大学付属中学校
- 東京都市大学等々力中学校
- 三田国際学園中学校
- 日本学園中学校
- サレジアン国際学園世田谷中学校

### 渋谷区
- 青山学院中等部
- 実践女子学園中学校
- 渋谷教育学園渋谷中学校
- 東京女学館中学校
- 富士見丘中学校

### 中野区
- 大妻中野中学校
- 実践学園中学校
- 新渡戸文化中学校
- 宝仙学園中学校
- 明治大学付属中野中学校

### 杉並区
- 光塩女子学院中等科
- 佼成学園中学校
- 國學院大學久我山中学校
- 女子美術大学付属中学校
- 杉並学院中学校
- 東京立正中学校
- 日本大学第二中学校
- 文化学園大学附属杉並中学校
- 立教女学院中学校

### 豊島区
- 学習院中等科
- 川村中学校
- 十文字中学校
- 巣鴨中学校
- 淑徳巣鴨中学校
- 城西大学附属城西中学校
- 豊島岡女子学園中学校
- 本郷中学校
- 立教池袋中学校

### 北区
- 順天中学校
- 聖学院中学校
- 女子聖学院中学校
- 桜丘中学校
- サレジアン国際学園中学校
- 瀧野川女子学園中学校
- 武蔵野中学校
- 駿台学園中学校
- 東京成徳大学中学校
- 成立学園中学校

### 荒川区
- 開成中学校
- 北豊島中学校

### 板橋区
- 淑徳中学校
- 城北中学校
- 帝京中学校
- 東京家政大学附属女子中学校
- 日本大学豊山女子中学校

### 練馬区
- 英明フロンティア中学校
- 富士見中学校
- 武蔵中学校
- 早稲田大学高等学院中学部

### 足立区
- 足立学園中学校

### 葛飾区
- 共栄学園中学校
- 修徳中学校
- 東京シューレ葛飾中学校

### 江戸川区
- 江戸川女子中学校
- 愛国中学校

### 八王子市
- 穎明館中学校
- 工学院大学附属中学校
- 共立女子第二中学校
- 帝京大学中学校
- 帝京八王子中学校
- 東京純心女子中学校
- 八王子実践中学校
- 明治大学付属八王子中学校
- 八王子学園八王子中学校

### 武蔵野市
- 成蹊中学校
- 聖徳学園中学校
- 吉祥女子中学校
- 藤村女子中学校

### 三鷹市
- 法政大学中学校
- 明星学園中学校

### 府中市
- 明星中学校

### 昭島市
- 啓明学園中学校

### 調布市
- 晃華学園中学校
- 桐朋女子中学校
- 明治大学付属明治中学校
- ドルトン東京学園中等部

### 町田市
- 桜美林中学校
- 日本大学第三中学校
- 玉川学園中学部
- 和光中学校

### 小金井市
- 東京電機大学中学校
- 武蔵野東中学校
- 中央大学附属中学校

### 小平市
- サレジオ中学校
- 白梅学園清修中学校
- 創価中学校

### 東村山市
- 日本体育大学桜華中学校
- 明治学院中学校
- 明法中学校

### 国分寺市
- 早稲田大学系属早稲田実業学校中等部

### 国立市
- 国立音楽大学附属中学校
- 桐朋中学校

### 清瀬市
- 東星学園中学校

### 東久留米市
- 自由学園中等科

### 多摩市
- 大妻多摩中学校
- 多摩大学附属聖ヶ丘中学校

### 稲城市
- 駒沢学園女子中学校

### あきる野市
- 東海大学菅生高等学校中等部

### 西東京市
- 武蔵野大学中学校